# Progresywizm
Progresywizm – sposób postrzegania rzeczywistości jako zmiennej w sposób konsekwentny i nieodwracalny. Progresywizm ma związek z racjonalistyczną koncepcją rozwoju społeczeństwa, czyli przekonaniem, że postęp można osiągnąć w życiu społecznym za pomocą środków politycznych i edukacji. 
Nowożytnymi, filozoficznymi przejawami progresywizmu były koncepcje historiozoficzne Hegla i Marksa ze względu na obecność w nich kategorii konieczności dziejowej. XX-wieczna historia Szwecji może być przykładem zastosowania koncepcji progresywistycznych do planowania i przeprowadzania reform socjalnych.
Potocznie terminem progresywizm określa się również wiarę w niezmienność postępu, wyrażającą się w przekonaniu o zmierzaniu świata do jakiegoś określonego celu (zob. teleologia).